# Hrobka rodiny Gebauerových
Hrobka rodiny Gebauerových se nachází na katastrálním území obce Bohušov v okrese Bruntál. Stavba byla prohlášena kulturní památkou ČR v roce 2010.

## Popis
Parcela na hrobku byla zakoupena Konrádem Gebauerem v roce 1851. Drobná zděná historizující stavba vznikla asi v 19. století. Kaple postavená na půdorysu obdélníku s rovným závěrem a krátkou předsíní je zastřešena sedlovou střechou. V nárožích jsou šikmo postavené opěráky. Nad ústupkovým vchodem ve štítu je nápis:
| „ | C GEBAUERS FAMILIENGRUFT | “ |

Vchod má zalomený záklenek a dvoukřídlou kovanou mříž. Vnitřek kaple je plochostropý.
Součástí památky je kamenný kříž před hrobkou. Na obdélnou mramorovou desku nasedá hranol s německým nápisem a datací: 
| „ | Gewidment von Marie Gebauer 1892 | “ |

Sokl pokračuje římsou a dalším hranolem s nápisem:
| „ | Diess Denkmal auf der düstern Gruft mans uns, dass der Tod auch uns Ruft | “ |

Hranol končí odstupňovanou patkou, na které je latinský kříž s kovovým korpusem Krista.